# Peristylus prainii
Peristylus prainii är en orkidéart som först beskrevs av Joseph Dalton Hooker, och fick sitt nu gällande namn av Friedrich Fritz Wilhelm Ludwig Kraenzlin. Peristylus prainii ingår i släktet Peristylus och familjen orkidéer. Inga underarter finns listade i Catalogue of Life.